# Hemipyrellia tagaliana
Hemipyrellia tagaliana är en tvåvingeart som först beskrevs av Jacques-Marie-Frangile Bigot 1877.  Hemipyrellia tagaliana ingår i släktet Hemipyrellia och familjen spyflugor. Inga underarter finns listade i Catalogue of Life.